# City Market (Charleston, Carolina do Sul)

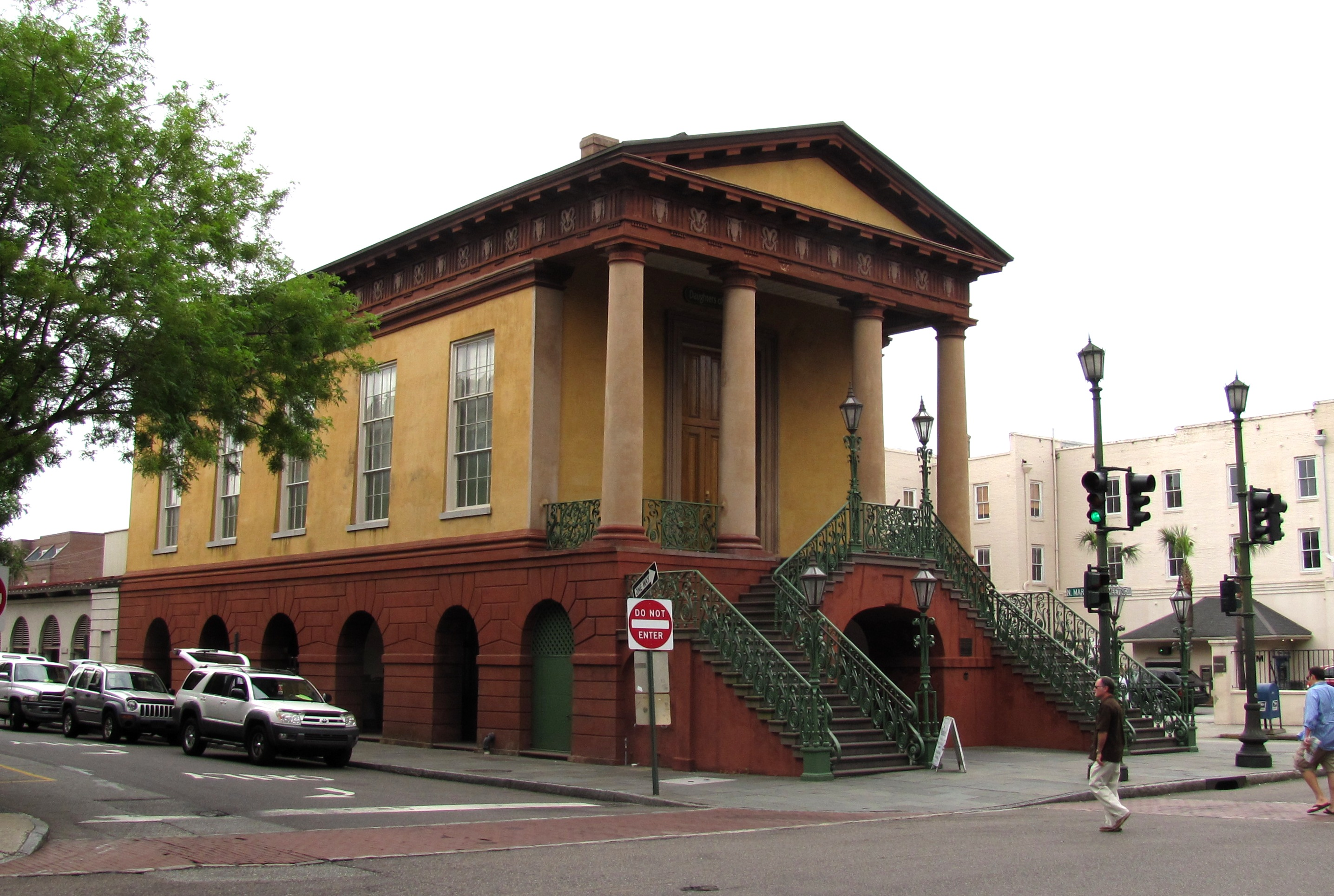
Market Hall em Charleston, Carolina do Sul, EUA.

The City Market é um complexo de mercado histórico no centro de Charleston, na Carolina do Sul. Fundado na década de 1790, o mercado se estende por quatro quarteirões da cidade, desde o Market Hall, de arquitetura significativa, que fica de frente para a Meeting Street, até uma série contínua de galpões de mercado de um andar, o último dos quais termina na East Bay Street. O mercado não deve ser confundido com o Old Slave Mart (agora um museu) onde escravos eram vendidos, já que escravos nunca eram vendidos no Mercado Municipal (este é um equívoco comum). O City Market Hall foi descrito como um edifício da "mais alta qualidade de projeto arquitetônico". Todo o complexo foi listado no Registro Nacional de Locais Históricos como Mercado Municipal e Galpões e foi posteriormente designado um Marco Histórico Nacional.